# Royal Belgian Cycling League
A Liga Real Belga de Ciclismo ou KBWB/RLVB (em holandês: Koninklijke Belgische Wielrijdersbond, em francês: Royale Ligue Velocipedique Belge) é o órgão do Ciclo de corrida na Bélgica. Ela foi fundada em 11 de novembro de 1882.
O KBWB-RLVB é um membro da UCI e o UEC.